# 岗顶站
岗顶站是廣州地鐵3号线的一座車站，位於中国广东省广州市天河区天河路龍口西路口和龍口東路口之間的地下，以亮綠作為主色。本站於2006年12月30日随3号线首期工程全线開通而启用。

## 车站结构

### 车站楼层
岗顶站共设有两层，地面为天河路、龍口西路、龍口東路，BRT岗顶站、百脑汇、中山大学附属第三医院等邻近建筑，地下一層为站厅；地下二層為3號綫月台。
| 地下一层 | 站厅     | 售票機、客服中心、商店、警务室、安检设施 |  |  |
| 地下二层 | 1 站台   | █3号线 海傍方向（下站：石牌桥）          |  |  |
|          | 岛式站台 |                                          |  |  |
|          | 2 站台   | █3号线 天河客运站方向（下站：华师）      |  |  |

### 站厅

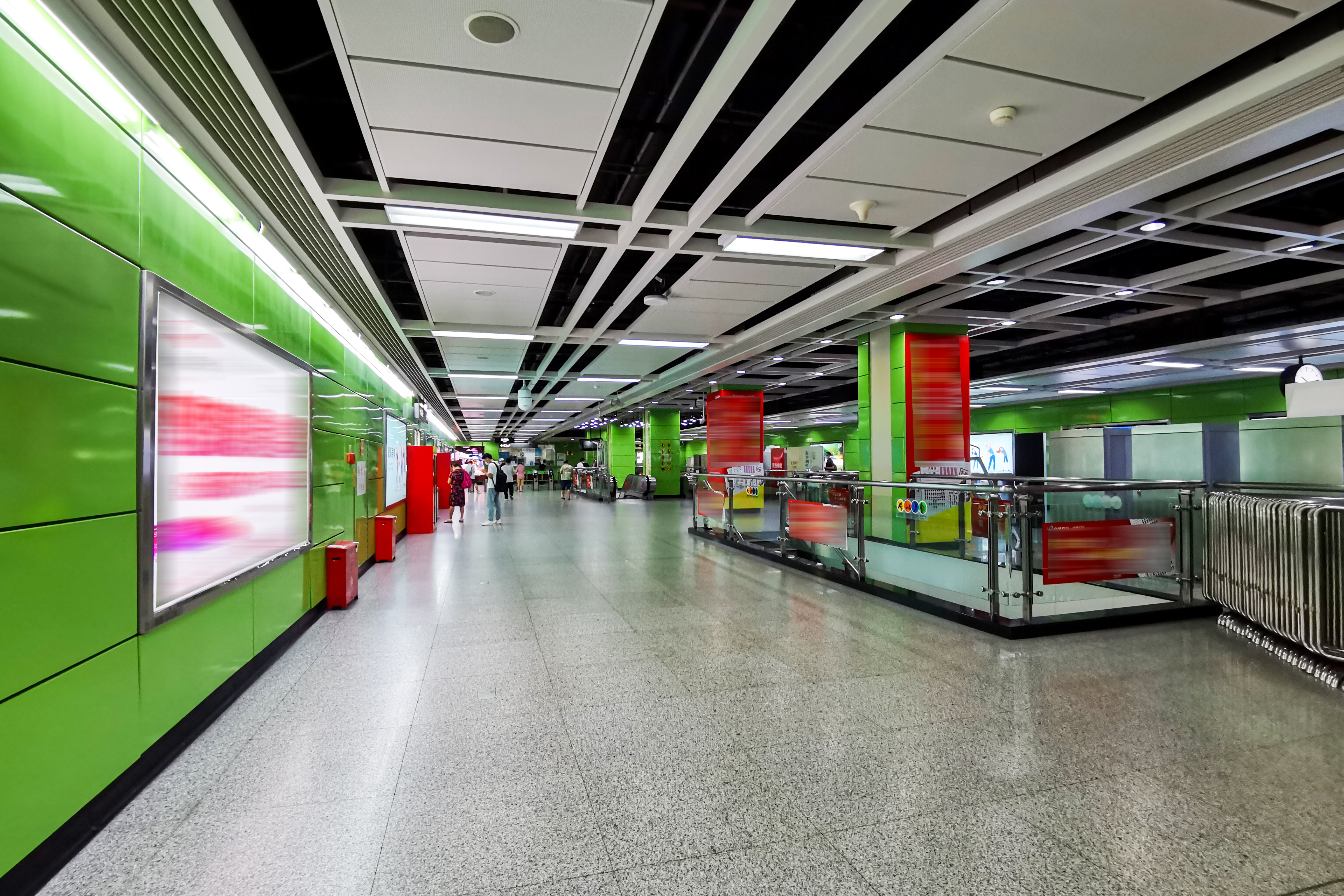
站厅

为方便乘客进出，岗顶站站厅中部偏南侧被划分为收费区。站厅收费区设有一台专用电梯、四條扶手电梯以及一组楼梯供乘客来往月台。
此外，岗顶站设有便利店、时装店等商铺，以及自動售賣機、自动发售卡充值机、共享充电宝等自助设施。

### 月台
岗顶站设有一个岛式月台，位于天河路BRT岗顶站地底。

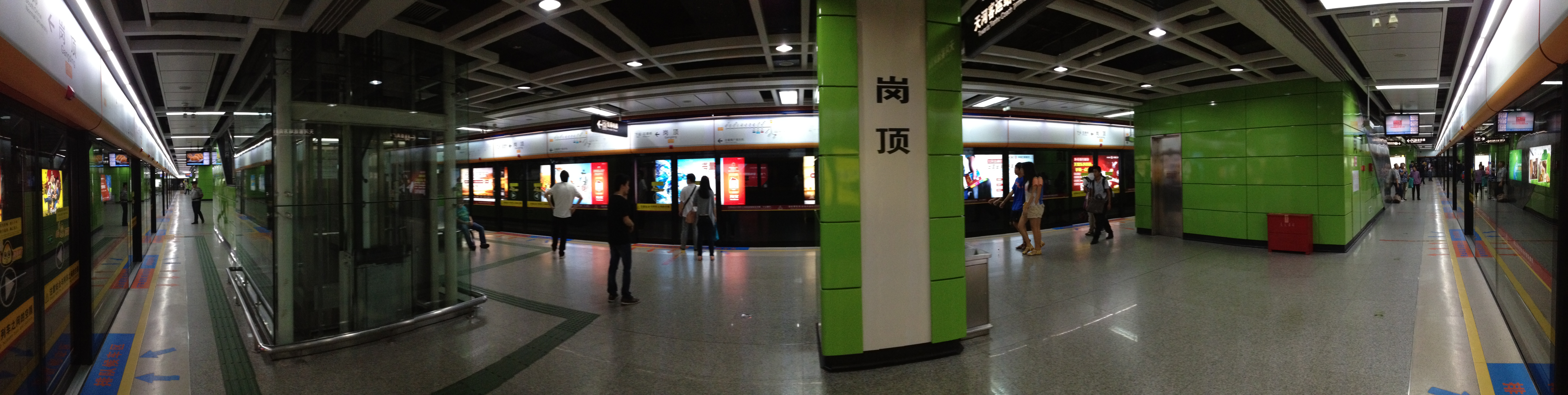
2號月台全景图（天河客运站方向）

### 出入口
岗顶站启用至今设有3个出入口供乘客进出，分别为天河路北侧的A出入口以及南侧的C、D出入口。本站原规划设有B出入口及联通BRT岗顶站的隧道，但因用地协调问题未能建设。
此外，本站A、C出入口通道分别可连通百脑汇电脑商场和天娱广场地下一层。其中A出入口通道过于狭窄，周围亦有不少写字楼等单位，因此上下班高峰期经常出现庞大人流，有时甚至需要进行限流。
|                                                     |                                                           |      |            |                                                                                     |
| 編號                                                | 设施                                                      | 照片 | 出口指示   | 建議前往的目的地                                                                    |
| A                                                   | 盲道标志 · 扶手电梯标志                                   |      | 中山大道西 | 天河区港澳青年之家总部、龙口东路、龙口西路、天娱广场、摩登百货岗顶总店、BRT岗顶站   |
| C                                                   | 盲道标志 · 扶手电梯标志                                   |      | 中山大道西 | 石牌西路、石牌西河大街、广州英华眼科、岗顶夜班公交车站                              |
| D                                                   | 盲道标志 · 轮椅升降台标志 · 无障碍通道标志 · 扶手电梯标志 |      | 中山大道西 | 石牌东路、石牌西河大街、中山大学附属第三医院、广州血液中心中山三院献血站、BRT岗顶站 |
| 註： 設有 \| 設有 \| 設有輪椅升降台 \| 設有扶手電梯 |                                                           |      |            |                                                                                     |

## 接驳交通
岗顶站附近设有同名的快速公交车站及设于中山大道人行道的同名公交车站供乘客接驳公交前往各地。
与石牌桥站可经过通道前往BRT站台不同，若通过本站前往BRT岗顶站，须从A口或D口出站后沿步行道到达天桥才能到达BRT站台，转乘稍有不便。
| 编号 | 编号   | 线路                   | 线路                  | 线路                     | 收费                  | 备注                  |
| ---- | ------ | ---------------------- | --------------------- | ------------------------ | --------------------- | --------------------- |
|      | B1     | 体育中心               | ⇆                     | 鹿鸣山                   | 2元                   |                       |
|      | B1快线 | 已于2025年4月26日停办  | 已于2025年4月26日停办 | 已于2025年4月26日停办    | 已于2025年4月26日停办 | 已于2025年4月26日停办 |
|      | B2     | 广州火车站（草暖公园） | ⇆                     | 东圃                     | 2元                   |                       |
|      | B2A    | 广州火车站（草暖公园） | ⇆                     | 汇彩路                   | 2元                   |                       |
|      | B3     | 罗冲围                 | ⇆                     | 汇彩路北                 | 2元                   |                       |
|      | B4     | 广仁路                 | ⇆                     | 天河智慧城核心区（高唐） | 2元                   |                       |
|      | B4A    | 华景新城               | ⇆                     | 科学城（揽月路）         | 2元                   |                       |
|      | B4B    | 体育中心               | ⇆                     | 沐陂村                   | 2元                   |                       |
|      | B4快线 | 已于2025年4月26日停办  | 已于2025年4月26日停办 | 已于2025年4月26日停办    | 已于2025年4月26日停办 | 已于2025年4月26日停办 |
|      | B5     | 宝岗大道               | ⇆                     | 黄埔港                   | 2元                   |                       |
|      | B6     | 同和路（藍山花園）     | ⇆                     | 匯彩路                   | 2元                   |                       |
|      | B9     | 珠江南景园             | ⇆                     | 华景新城                 | 2元                   |                       |
|      | B10    | 体育中心               | ⇆                     | 地铁天河智慧城站         | 2元                   |                       |
|      | B12    | 天源路（华南植物园）   | ⇆                     | 车陂                     | 2元                   |                       |
|      | B13    | 已于2025年4月26日停办  | 已于2025年4月26日停办 | 已于2025年4月26日停办    | 已于2025年4月26日停办 | 已于2025年4月26日停办 |
|      | B16    | 云台花园               | ⇆                     | 黄埔体育中心             | 2元                   |                       |
|      | B20    | 广州火车东站           | ⇆                     | 天河儿童公园北门         | 2元                   |                       |
|      | B21    | 革新路                 | ⇆                     | 棠德花苑                 | 2元                   |                       |
|      | B25    | 体育中心               | ⇆                     | 大学城（中部枢纽）       | 2元                   |                       |
|      | B27    | 已于2025年4月26日停办  | 已于2025年4月26日停办 | 已于2025年4月26日停办    | 已于2025年4月26日停办 | 已于2025年4月26日停办 |

| 编号 | 编号 | 线路                   | 线路 | 线路                     | 收费 | 备注                                                                             |
| ---- | ---- | ---------------------- | ---- | ------------------------ | ---- | -------------------------------------------------------------------------------- |
|      | 406  | 穗園小區               | ↻    | 穗園小區                 | 2元  | 15–30分/班                                                                       |
|      | 夜9  | 车陂                   | ⇆    | 黄石路                   | 4元  |                                                                                  |
|      | 夜17 | 珠村                   | ⇆    | 广州火车东站             | 3元  | B20路附属线路                                                                    |
|      | 夜19 | 罗冲围                 | ⇆    | 汇彩路北                 | 4元  | B3路附属线路                                                                     |
|      | 夜23 | 宝岗大道               | ⇆    | 汇景北路                 | 3元  | 263路附属线路                                                                    |
|      | 夜25 | 广州火车站（草暖公园） | ⇆    | 东圃                     | 3元  | B2路附属线路                                                                     |
|      | 夜34 | 南洲路（小洲南路口）   | ⇆    | 黃村訓練基地             | 4元  |                                                                                  |
|      | 夜38 | 广卫路                 | ⇆    | 天河智慧城核心区（高唐） | 4元  | B4路附属线路                                                                     |
|      | 夜41 | 广州火车站（草暖公园） | ⇆    | 保税区（酒博城）         | 4元  | B28路附属线路                                                                    |
|      | 夜43 | 广医附属中医院         | ⇆    | 瑞宝乡                   | 4元  |                                                                                  |
|      | 夜46 | 奥林匹克体育中心       | ⇆    | 石化路                   | 4元  |                                                                                  |
|      | 夜47 | 广医附属中医院         | ⇆    | 同和                     | 4元  | B6路附属线路                                                                     |
|      | 夜48 | 大学城体育中心         | ⇆    | 体育中心                 | 4元  | B25路附属线路，使用大学城专线1、大学城专线4的配车运营 15–30分/班，寒暑假期间停运 |
|      | 夜51 | 车陂                   | ⇆    | 萝岗香雪（梅花世界）     | 4元  | 574路附属线路                                                                    |
|      | 夜68 | 天河公交场             | ⇆    | 广汕路（科景路口）       | 4元  |                                                                                  |

## 利用状况
岗顶站周边有石牌村及多个住宅小区，同时紧邻着广州最主要的电脑卖场，近年亦增加不少写字楼和商场，使得本站客流不俗。现时为维持车站秩序，及避免体育西路、珠江新城两站积压过多乘客，本站工作日晚高峰17:30~19:00將視情況採取客流控制措施。

## 历史
在2000年《近期线网实施调整方案》中，原1997年B方案的5号线环线东段和6号线东段整合为3号线并延长，定位为南北快线；同时为完善五山高校区交通覆盖，3号线增设一条支线，当中设有岗顶站。随后该方案获批，本站获纳入三号线首期的建设范围内，并于2003年6月28日正式动工。
2004年12月22日，本站主体结构封顶，成为3号线首期第9个封顶的车站。2006年12月30日，车站随3号线首期全线通车而启用。

### 事件
2005年9月23日，本站工地因烧焊溅出的火星引燃木屑导致发生火灾，所幸未发生人员伤亡。
2019冠状病毒病疫情爆发初期，中山大学附属第三医院为完善发热患者就诊流程，将发热门诊搬迁至医院2号楼，医院请求广州地铁运营方关闭距离该楼较近的D出入口，因此D出入口自2020年1月25日起暂时关闭，直至4月9日重新开放。

## 未来发展
根據廣州市新一輪軌道交通（2015-2025）建設規劃方案，未來3號線支線段（天河客運站—體育西路）將拆離3號線，並向西南延伸形成10號線獨立運營。未来待10号线拆解段通车后，本站將會改為10號線的一個車站，不再屬於3號線。